# Душанка Ковачевић
Душанка Ковачевић (Бања Лука, 22. април 1917 — Сарајево, 27. новембар 1985) била је учесница Народноослободилачке борбе, друштвено политичка радница СФР Југославије и СР Босне и Херцеговине.

## Биографија
Основну школу и гимназију завршила је у Бањој Луци. Студирала је филозофију на Филозофском факултету у Београду, али због почетка Другог свјетског рата није дипломирала. У гимназији у Бањој Луци изабрана је у управу удружења „Млада Југославија“. Члан СКОЈ-a постала је 1938, а KПJ 1940. године. Била је активна у Клубу академичара Бања Лука, Радничком КУД-у „Пелагић“ и другим удружењима. Учествовала је у НОР-у од септембра 1941. Током рата била је члан Окружног комитета СКОЈ-а за Подгрмеч, Обласног комитета КПЈ за Босанску Крајину, Обласног одбора АФЖ за Босанску Крајину, Извршног одбора Народног фронта за Босну и Херцеговину и секретар СКОЈ-а за Босанску Крајину. Након ослобођења 1945, ангажовала се у раду државних органа и тијела која су се бавила просвјетом, културом, информисањем и науком. Била је секретар Окружног комитета КПЈ Бања Лука, члан Президијума Уставотворне скупштине БиХ (1946), народни посланик у Скупштини НРБиХ, министар просвјете у Влади НРБиХ, члан Извршног вијећа НРБиХ, предсједник Културно-просвјетног вијећа Скупштине СР БиХ, народни посланик у Савезној скупштини ФНРЈ, члан Савезног одбора ССРН Југославије, члан Предсједништва Главног одбора ССРН БиХ, члан ЦК СКБиХ у више мандата. Радила је за сарајевски лист „Ослобођење“, као новинарка и главна и одговорна уредница. Писала је расправе, чланке, мемоарске записе. Била је резервни мајор ЈНА.
Носилац је Споменице 1941. Одликована је Орденом заслуга за народ са златном звијездом и Орденом братства и јединства са златним вијенцем.